# Sistema de Informações Hospitalares
Existem vários títulos e siglas que todos declaram abordagens semelhantes para o gerenciamento do fluxo e armazenamento de informações nos serviços de rotina do hospital, como 
- 'Sistema de Informações Hospitalares (' 'HIS'), ou
- 'Sistema de Informação de Saúde', ou
- 'Sistema de Informação Clínica ( 'SIC), ou
- 'Paciente Sistema de Gestão de Dados ( 'PDMS)

Um sistema de informação de hospitalar sigla do inglês (Hospital Information System ou Healthcare Information System), refere-se a um sistema projetado para gerenciar dados de saúde. Isso inclui sistemas que coletam, armazenam, gerenciam e transmitem o prontuário eletrônico de um paciente (EMR), o gerenciamento operacional de um hospital ou um sistema de apoio às decisões de políticas de saúde. Eles coletam dados e os compilam de uma maneira que pode ser usada para tomar decisões de saúde.

## Benefícios da HIS
- Prontuário eletrônico integrado[3]
- Maior controle dos processos desde a entrada até a saída do paciente
- Controle Financeiro
- Eliminação de processos manuais e falta de informações;
- Maior gestão da qualidade assistencial, por meio de protocolos clínicos;
- Maior rastreabilidade em todos os pontos de cuidado;
- Melhor visão e gestão das unidades de atendimento;
- Informação em tempo real com possibilidade de análise de cenários futuros;
- Facilidade na extração de dados, com dashboards e indicadores em tempo real.
- Aumento da eficiência operacional
- Centralização e o armazenamento de dados -
- Fluxos de trabalho clínicos
- Atendimento de emergência

## Outras leituras
- Shortliffe EH, JJ Cimino eds. Informática Biomédica: Aplicações de Informática em Saúde e Biomedicina (3 ª edição). New York: Springer, 2006
- Instituto Nacional de Excelência Clínica, Princípios de Melhor Prática em Auditoria Clínica. Londres: NICE, 2002. (ISBN 1-85775-976-1)
- Olmeda, Christopher J. (2000). Tecnologia da Informação em Sistemas de Cuidados. Delfin Press. ISBN 978-0-9821442-0-6
- Payne PR, Greaves AW, Kipps TJ, CRC Clinical Trials Sistema de Gestão (CTMS):. Uma solução de gerenciamento integrado de informações para a investigação clínica colaborativa, AMIA Annu Symp Proc. 2003;: 967.
- MEDIX ERP, Hospital Information Management System: Desenvolvido por Fauji Foundation, no Paquistão.

1. ↑  Perreault, Leslie E.; Ohno-Machado, Lucila (1 de janeiro de 2003). «Hospital information system (HIS)». GBR: John Wiley and Sons Ltd.: 788–790. ISBN 978-0-470-86412-8. doi:10.5555/1074100.1074452. Consultado em 30 de junho de 2022
2. ↑  RIS, RIS. «RIS»
3. ↑  Tummers, Joep; Tobi, Hilde; Catal, Cagatay; Tekinerdogan, Bedir (8 de julho de 2021). «Designing a reference architecture for health information systems». BMC Medical Informatics and Decision Making (1). 210 páginas. ISSN 1472-6947. PMC 8263849. PMID 34238281. doi:10.1186/s12911-021-01570-2. Consultado em 1 de julho de 2022